# Holašovice
Holašovice (en allemand : Hollschowitz) est un hameau de la commune de Jankov, dans le district de České Budějovice, région de Bohême-du-Sud, en République tchèque. On y trouve un ensemble unique de fermes et de bâtiments dans le style appelé « baroque rural » (tchèque : selské baroko), construit dans les années 1770 et inscrit sur la liste du patrimoine mondial de l'UNESCO en 1998.

## Histoire
Holašovice est mentionnée pour la première fois en 1263. En 1292, le roi Venceslas II de Bohême donne le village et d'autres villages des environs à l'abbaye cistercienne de Vyšší Brod. Il reste dans le domaine de l'abbaye jusqu'en 1848.
Entre 1520 et 1525, Holašovice fut dépeuplé par une terrible épidémie de peste bubonique ; seuls deux habitants survécurent. Une colonne érigée au nord du village rappelle le terrible évènement. L'abbaye fit ensuite repeupler le village par des colons venus de Bavière et d'Autriche. En 1530, le village comptait 17 habitants, germanophones principalement. En 1895, il y avait 157 habitants d'origine germanique et seulement 19 d'origine tchèque.
Après l'expulsion des populations allemandes des Sudètes, après la Seconde Guerre mondiale, le village se désertifia et demeura pratiquement abandonné pendant la période communiste. À partir de 1990, le village a été progressivement restauré et repeuplé ; il compte environ 140 habitants.

## Patrimoine mondial de l'UNESCO

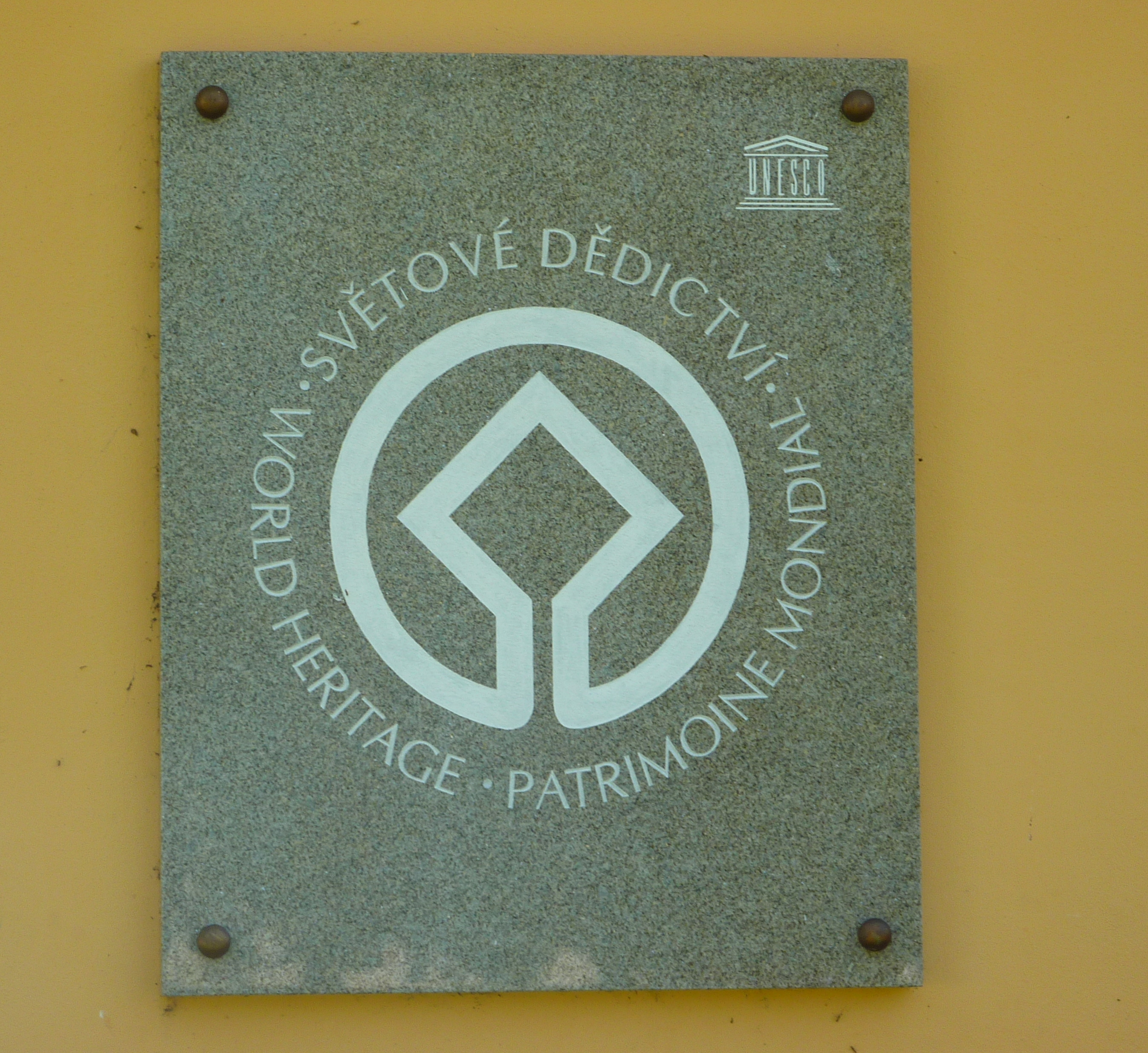

Dans la compétition pour la nomination au titre de patrimoine mondial, Holašovice a été servi par le fait qu'il n'est pas un village de façades mais réellement habité et que, situé à l'écart des principaux axes de communication, la vie s'y déroule tranquillement et paisiblement.
Le village comporte vingt-trois maisons ou fermes protégées sur un total de 120 bâtiments (y compris les granges, hangars, étables, etc.) qui composent l'ensemble historique. Les fermes sont situées de part et d'autre d'une place du village rectangulaire de 70 sur 210 mètres.